# Urubambadalen

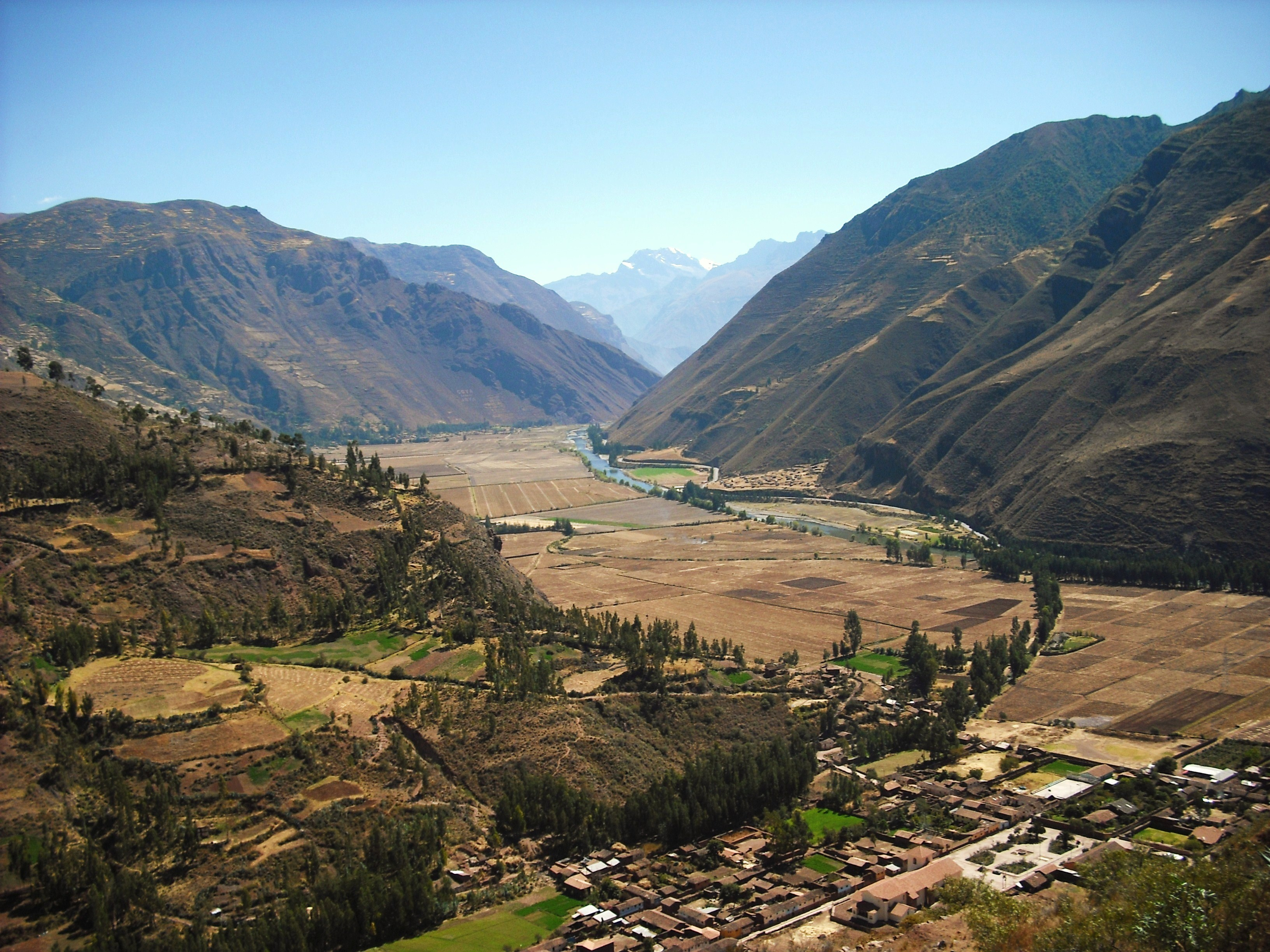
El Valle Sagrado de los Incas

Urubambadalen var Inkafolkets heliga dal – El Valle Sagrado de los Incas – i de peruanska Anderna, har ett tillflöde av otaliga vattendrag som rinner ner i raviner och små dalar. Dalen innehåller ett stort antal arkeologiska minnesmärken och byar med infödda bergsindianer.
Dalen var under inkatiden mycket uppskattad av Inkafolket tack vare sitt speciella klimat och sina geografiska kvaliteter. Den var och är en av de bördigaste odlingstrakterna och är nu det ställe där man producerar den bästa majsen i Peru.
För att undersöka hur växterna klarade sig under olika förhållanden bedrev man odlingsförsök i Moray.

## Belägenhet
Inkafolkets heliga dal sträcker sig mellan de små samhällena Pisac och Ollantaytambo, parallellt med floden Vilcanota eller Wilcamayu (quechua 'helig flod'), som Urubambafloden kallas här.
Urubambafloden passerar Pisac. I den här delen av dalen är floden inte så kraftfull, den når på några ställen en bredd på omkring 25 m och fast den är lugn under nästan hela sin passage genom dalen, finns det ställen med kraftigare strömning som används av djärva turister för kanotfärder.
Dalen ligger med tåg- och vägkommunikation från staden Cusco, via Chinchero. I dalens norra ände ligger Ollantaytambo. Därifrån går en tågförbindelse vidare till Machu Picchu, Sydamerikas utan tvekan mest berömda turistmål.